# Capela de Santa Luzia (Vitória)
A Capela de Santa Luzia é um templo católico construído em 1537, localizado no centro histórico da cidade de Vitória, capital do Espírito Santo.

## História
A capela de Santa Luzia é considerada a construção mais antiga da cidade de Vitória e foi construída no século XVI sobre uma pedra como capela particular da fazenda de Duarte de Lemos, primeiro morador da ilha de Santo Antônio – atual cidade de Vitória – que recebeu as terras como sesmaria doara pelo primeiro donatário da capitania do Espírito Santo Vasco Fernandes Coutinho.
Ela possui traços arquitetônicos simples, uma nave retangular e capela-mor, característica comum das igrejas barrocas do estado, o que possivelmente mostra alterações em seus traços, já que foi construída antes do período barroco, que se destacou nos séculos XVIII e XIX.
A pequena igreja está "erguida sobre uma pedra, com fundações e alicerces em alvenaria de pedra argamassada apoiados diretamente e visíveis nas fachadas lateral e frontal". É o único monumento da cidade alta que preserva as características da arquitetura colonial brasileira.

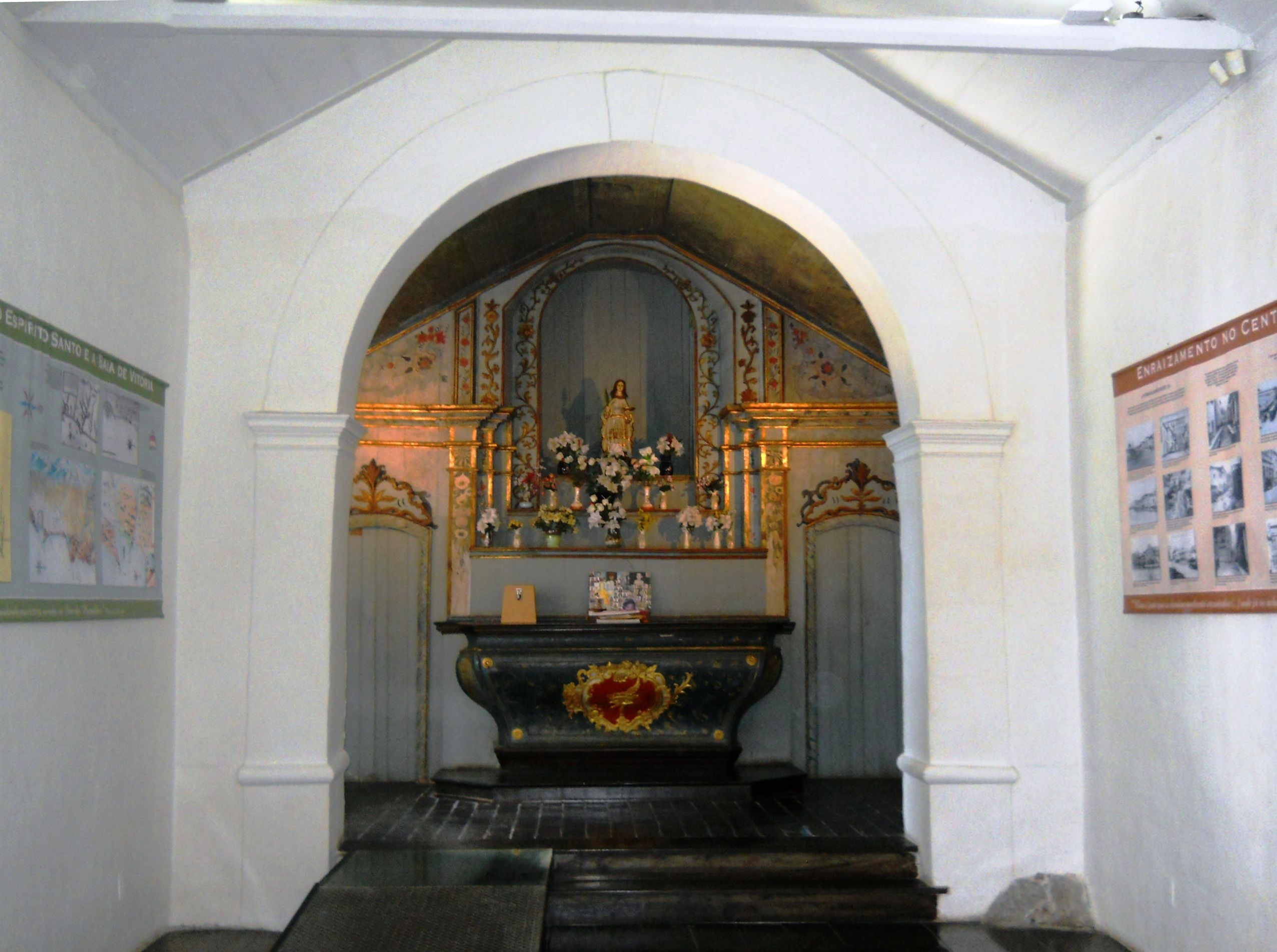
Interior e Altar da Capela.

A igreja sofreu algumas reformas ao longo do tempo, a primeira ocorreu em 1812, quando provavelmente ganhou os atuais traços barrocos, para que o local funcionasse como templo religioso nos anos seguintes até 1928, quando foi desocupada.

## Tombamento e reformas
A Capela de Santa Luzia foi tombada pelo Instituto do Patrimônio Histórico e Artístico Nacional (IPHAN) em 1946. Após o tombamento, ela passou por uma série de restauros, reformas e funções:
- Uma reforma foi feita logo após o tombamento, em 1947, devido ao fato de que se encontrava em ruínas;
- outra aconteceu em 1970 para que fossem recuperados o telhado, forro e pisos;
- uma restauração ocorreu durante o período de 1994 – 1996;
- mais uma em 1998 para o restauro do altar mor e púlpito;
- outra em 2005 que resultou na descoberta de pinturas do forro em madeira e nas paredes da capela mor, provavelmente executadas no século XIX;
- uma em 2012 para o restauro da fachada.
- Por fim, a capela foi fechada ao público para obras de restauro em 2016, com reabertura em 2019.

Durante o período de 1950 a 1970 sediou o Museu de Arte Sacra do Espírito Santo que foi transferido para o Museu Solar Monjardim, entre 1976 a 1994 funcionou como Galeria de Arte e Pesquisa da Universidade Federal do Espírito Santo. Anos depois, quando o Iphan voltou a assumir a gestão da capela, retornando para lá a coleção de arte sacra até a criação do Instituto Brasileiro de Museus (Ibram).
Atualmente é um ponto turístico imprescindível aos turistas que buscam conhecer o Centro Histórico de Vitória.